# Кинокарта Аспена
Кинокарта Аспена — ранний пример гипермедийной системы, была революционной гипермедийной системой, позволяла пользователю совершить виртуальный тур по городу Аспен, штат Колорадо. Разработана в 1978 году в МТИ командой под управлением Эндрю Липпмана. Проект финансировало DARPA.

## О создании
Первоначально студент МТИ, Питер Клей с помощью Боба Мола и Майкла Наймарка снял коридоры института с помощью камеры, установленной на тележке. Фильм был перенесён на лазерный диск в рамках коллекции проектов, выполняемых компанией Architecture Machine Group (ArcMac).
Кинокарта Аспена снималась осенью 1978 года — зимой 1979 года. Первая версия заработала ранней весной 1979 года. Осенью 1979 года велись пересъёмки с активным гироскопическим стабилизатором. Гироскопический стабилизатор с четырьмя 16-миллиметровыми плёночными камерами был установлен на крыше автомобиля с энкодером, который запускал камеры через каждые десять футов. Расстояние измерялось оптическим датчиком, прикреплённым к ступице велосипедного колеса, тянущегося за транспортным средством. Камеры были установлены таким образом, чтобы снимать вид спереди, сзади и сбоку, пока машина едет по городу. Съёмки проходили ежедневно с 10:00 до 14:00, чтобы свести к минимуму несоответствия освещения. Машина осторожно проезжала по центру каждой улицы в Аспене, чтобы можно было удачнее склеить кадры.
В производстве участвовало много людей, в первую очередь: Николас Негропонте, основатель и директор Architecture Machine Group, который нашёл поддержку проекта в Управлении кибернетических технологий УПИП; Эндрю Липпман, главный исследователь; Боб Мол, который разработал систему наложения карт и провёл пользовательские исследования эффективности системы для своей докторской диссертации; Ричард Ликок (Рики), который возглавлял отдел кино/видео Массачусетского технологического института и снимал вместе со студентом магистратуры Мареком Залевски интервью в стиле Cinéma vérité, размещённые в фасадах ключевых зданий; Джон Борден из компании Peace River Films в Кембридже, штат Массачусетс, спроектировавший стабилизационную установку; Кристина Хупер Вулси из UCSC; Ребекка Аллен; Скотт Фишер, который сопоставил фотографии Аспена в дни добычи серебра из исторического общества с теми же сценами в Аспене в 1978 году и экспериментировал с анаморфотным изображением города (используя линзу Вольпе); Уолтер Бендер, спроектировавший и создавший интерфейс, модель клиент/сервер и систему анимации; Стив Грегори; Стэн Сасаки, создавший большую часть электроники; Стив Йелик, работавший над интерфейсом взаимодействия с лазерным диском и анаморфным рендерингом; Эрик «Смоукхаус» Браун, создавший кодировщик/декодер метаданных; Пол Хекберт работал над системой анимации; Марк Ширли и Пол Тревитик, также работавшие над анимацией; Кен Карсон; Ховард Эглонштейн; и Майкл Наймарк, который работал в Центре перспективных визуальных исследований и отвечал за дизайн и производство кинематографии.
В этом проекте использовалась система отображения изображений Ramtek серии 9000. Для этой цели создали 32-битный интерфейс для Interdata. Ramtek поставляла системы отображения изображений не только с квадратными дисплеями (256x256 или 512x512 точек), как и её конкуренты, но также были 320x240, 640x512 и 1280x1024. Во всех оригинальных сканерах GE CAT использовался дисплей Ramtek 320x240.
В ценах того периода клавиатура, джойстик или трекбол стоили около 1200 долларов каждый. 19-дюймовый дисплей с ЭЛТ стоил около 5000 долларов, и его можно было купить у Igagami в Японии. Производство одного LaserDisc (около 13 дюймов) стоило порядка 300 000 долларов.

## Особенности
Фильм был собран в набор прерывистых сцен (один сегмент на просмотр одного городского квартала), а затем перенесён на LaserDisc (не путать с CD/DVD). Также была создана база данных, соотносящая расположение видео на диске с двухмерным планом улицы. Таким образом, пользователь мог выбрать произвольный путь через город. Единственными ограничениями являлись: необходимость оставаться в центре улицы, совершать десять шагов между остановками и просматривать улицы с одного из четырёх ортогональных видов.
Взаимодействие контролировалось с помощью динамически генерируемого меню, наложенного поверх видеоизображения: скорость и угол обзора изменялись путём выбора соответствующего значка через интерфейс с сенсорным экраном. Команды от клиентского процесса, обрабатывающего пользовательский ввод и наложенную графику, отправлялись на сервер, который обращался к базе данных и управлял проигрывателями лазерных дисков. Ещё одной особенностью интерфейса была возможность коснуться любого здания в текущем поле зрения и, подобно функции ISMAP в веб-браузерах, перейти к фасаду этого здания. Выбранное здание содержало дополнительные данные: например, снимки интерьеров, исторические изображения, меню ресторанов, видеоинтервью городских властей и т. д., что позволяло пользователю совершить виртуальный тур по этим зданиям.

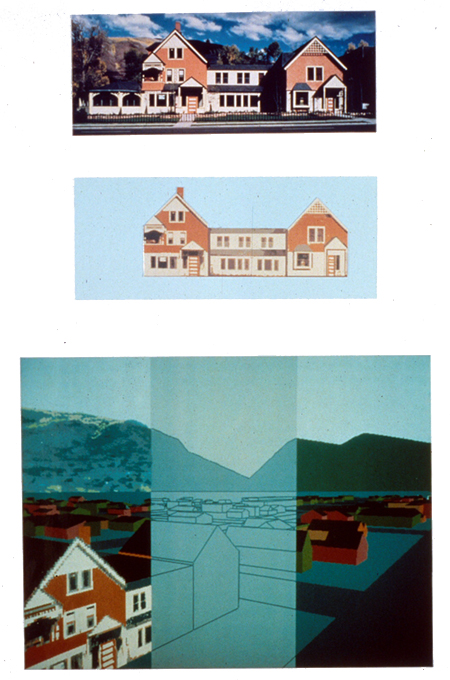
Фасады зданий были наложены на 3D-модели. Та же 3D-модель использовалась для преобразования двухмерных экранных координат в базу данных зданий, чтобы обеспечить гиперссылки на дополнительные данные.

В более поздней реализации, метаданные, которые в значительной степени автоматически извлекались из базы данных с анимациями, были закодированы как цифровой сигнал в аналоговом видео. Данные, закодированные в каждом кадре, содержали всю необходимую информацию, чтобы обеспечить полноценный комфорт от такого путешествия.
Ещё одной особенностью системы была навигационная карта, которая накладывалась над горизонтом в верхней части кадра. Она служила как для указания текущего положения пользователя в городе (а также для отслеживания ранее исследованных улиц), так и для того, чтобы пользователь мог перейти к двухмерной карте города, что позволяло использовать альтернативный способ перемещения по городу. Дополнительные функции интерфейса карты включали возможность переключаться между коррелированными аэрофотоснимками и мультипликационными изображениями с выделенными маршрутами и ориентирами, позволяли увеличивать и уменьшать масштаб.
Аспен снимали ранней осенью и зимой. Пользователь мог на месте менять времена года по требованию, двигаясь по улице или глядя на фасад. Также была создана трёхмерная полигональная модель города с использованием системы быстрой и грязной анимации (QADAS), в которой использовалось трёхмерное наложение текстур фасадов знаковых зданий с использованием алгоритма, разработанного Полом Хекбертом. Эти компьютерные графические изображения, которые также хранились на лазерном диске, были сопоставлены с видео, позволяя пользователю просматривать абстрактную визуализацию города в режиме реального времени.

## Назначение и применение
Финансирование УПИП в конце 1970-х годов подпадало под требования военного применения «поправки Мэнсфилда», введённой Майком Мэнсфилдом, которая сильно ограничивала финансирование исследователей гипертекста, в том числе работы Дугласа Энгельбарта.
Кинокарта Аспена разрабатывалась как решение проблемы быстрого ознакомления солдат с новой территорией. Министерство обороны отметило успех операции «Энтеббе» в 1976 году, когда израильские коммандос быстро построили грубую копию аэропорта и тренировались в ней, прежде чем атаковать настоящую цель. Министерство обороны надеялось, что кинокарта станет шагом в будущее, где компьютеры смогут создавать трёхмерную симуляцию (виртуальную реальность) враждебной среды с гораздо меньшими затратами и за меньшее время.
Кинокарта упоминается как ранний пример интерактивного видео. Хотя видео было основным, но не единственным средством взаимодействия. Видео, аудио, неподвижные изображения и метаданные извлекались из базы данных и мини-компьютер Interdata под управлением операционной системы MagicSix собирал их воедино, изменяя свои действия на основе пользовательского ввода. Возможно, правильнее было бы считать, что это новаторский пример интерактивных вычислений.